# Браян Остін Грін
Бра́ян О́стін Грін (англ. Brian Austin Green; нар. 15 липня 1973, Ван-Найс, Каліфорнія) — американський актор. Найвідоміший своїми ролями в телесеріалах: Девід Сільвер (1990—2000) у «Беверлі-Гіллз, 90210» і Дерек Різ у «Термінатор: Хроніки Сари Коннор».

## Ранні роки
Грін народився у Ван-Найс, Лос-Анджелес, Каліфорнія. Його батьки, Джойс і Джордж Грін, були музикантами в стилі кантрі й вестерн. Його друге ім'я, Остін, було додано, коли він вступив до Гільдії кіноакторів США ще дитиною для того, щоб відрізнятися від іншого актора з таким же ім'ям. Браян Остін ріс у північній частині Голлівуду, Каліфорнія, і ходив до школи Північного Голлівуду (англ. North Hollywood High School), після того як відучився в Академії музики школи Гамільтона (англ. Hamilton High School Academy of Music).

## Кар'єра
До своєї ролі в серіалі «Беверлі-Гіллз, 90210», Грін повертався до ролі в трьох сезонах (1987–1989) у хіті CBS у прайм-тайм у мильній опері «Knots Landing», граючи Браяна Каннінгема, сина Еббі Каннінгем Івинг (Донна Міллс). Він повертався до цієї ролі в 1997 році в мінісеріалі «Knots Landing: Back to the Cul-de-Sac».
Продюсер Аарон Спеллінг говорив, що Браян Остін Грін був обраний під час кастингу на роль Девіда Сільвера через відчуття відповідності індивідуальності самого Гріна характеру, який вони хотіли бачити в тім герої. Часто герой описувався так, що відбивав власні інтереси Браяна Остіна. З тим, як серіал прогресував, герой починав експериментувати з музикою хіп-хоп, діджейством, також, як і сам Грін.
В 1996 році, Грін викинув «Остін» зі свого сценічного (професійного) імені й почав спроби почати кар'єру в ролі репера. Він випустив один альбом, названий «One Stop Carnival», що продюсував учасник «Pharcyde» Slimkid3. Рецензент AllMusic Джейсон Енкені назвав альбом «блідим, ненадихаючим та нестерпно зарозумілим», без жодного визнання, що саме його існування спирається виключно на сякий-такий успіх Гріна як актора другого плану в згасаючому телешоу.
Браян Остін Грін коротко з'явився в неодноразово нагородженому серіалі «Бульвар Воскресіння» (англ. Resurrection Blvd.), у ролі Люка Боннера, офіцера поліції, що відвідує юридичну школу в 2001–2002 роках. У 2005 році він знімався в ситкомі «Фредді» виробництва ABC, граючи разом із Фредді Принцем молодшим до того, як серіал скасували в травні 2006. Грін знявся в ролі Дерека Різа, дядька Джона Коннора, у першому сезоні «Термінатор: Хроніки Сари Коннор» і на початку другого сезону, коли серіал став постійним.

## Особисте життя
У 1992—1995 роках Браян Остін Грін зустрічався з акторкою Тіффані-Амбер Тіссен, партнеркою за знімальному майданчику серіалу «Беверлі-Гіллз, 90210». Із 1999 р. зустрічався з іншою акторку серіалу, Ваннесою Марсіл, із якою заручився 2001 року. Їхній син, Кассіус Лія, народився 30 березня 2002 року; проте у 2003-му пара розійшлася.
У 2004 Грін почав відносини з акторкою Меган Фокс («Трансформери»), з якою познайомився ще у 2003 році, але довго не наважувався на стосунки через велику різницю у віці. Пара заручилася у 2006 році. У лютому 2009-го було оголошено про розірвання відносини, однак 24 червня 2010 року вони побралися на Гаваях.
У серпні 2015 року Фокс подала на розлучення, але подружжя помирилося та навіть народило третю дитину. У Меган Фокс і Браяна троє синів: Ноа Шеннон (нар. 27 вересня 2012), Боді Ренсон (12 лютого 2014 року) і Джорні Рівер (4 серпня 2016).
У квітні 2020 року з'явилася інформація про нові проблеми в сімейної пари: ЗМІ повідомили, що подружжя живе окремо (в Малібу й Лос-Анджелісі), і Меган запідозрили в романі з репером Колсоном Бейкером (Machine Gun Kelly), з яким вона проводила час на карантині в Лос-Анджелесі.  Актор написав в інстаграм: «Зрештою метеликам набридає сидіти на одній квітці, вони починають задихатися. Навколо них величезний світ, і вони хочуть випробувати його» і наприкінці травня підтвердив розрив із дружиною. Уже 13 червня з'явилися фотографії Браяна в компанії 25-річної моделі та співачки Кортні Стодден. Реалітізірка стала відомою дев'ять років тому, коли одружилася із 51-річним актором Дагом Гатчінсоном (наглядач Персі Ветмор із «Зеленої милі»). У листопаді 2020 року Меган Фокс подала на розлучення.

## Фільмографія

### Актор
| Рік       |    | Українська назва                                  | Оригінальна назва                             | Роль                          |
| --------- | -- | ------------------------------------------------- | --------------------------------------------- | ----------------------------- |
| 2023      | ф  | Моє прекрасне нещастя                             | Beautiful Disaster                            | Мік Абернаті                  |
| 2021      | с  |                                                   | The Conners                                   | Джефф (3 епізоди)             |
| 2021      | кф |                                                   | John Bronco Rides Again                       | Браян Остін Грін              |
| 2020      | с  |                                                   | The Masked Singer                             | Жираф (3 епізоди)             |
| 2019      | ф  | Хрест 3                                           | Cross 3                                       | Каллан                        |
| 2019      | с  | БГ90210                                           | BH90210                                       | Браян Остін Грін (6 епізодів) |
| 2019      | с  | Приватний детектив Магнум                         | Magnum P.I.                                   | спецагент Адам Крешнер        |
| 2018      | кф | Янгол-охоронець (відео)                           | Guardian Angel                                | пожежник Рік                  |
| 2017      | кф | Заголовки, що переслідують (відео)                | Chasing Titles Vol. 1                         | Джо Голмс                     |
| 2017      | ф  | Хрестові війни                                    | Cross Wars                                    | Каллан                        |
| 2012—2014 | с  | Управління гнівом                                 | Anger Management                              | Шон                           |
| 2014      | ф  | Не моргай                                         | Don't Blink                                   | Джек                          |
| 2012—2013 | с  | Весільний оркестр                                 | Wedding Band                                  | Томмі                         |
| 2012      | с  | Щасливий кінець                                   | Happy Endings                                 | Кріс                          |
| 2011      | с  | Лише для дорослих                                 | Adults Only                                   | Дік                           |
| 2011      | с  | Сюїта 7                                           | Suite 7                                       | Коул                          |
| 2011      | с  | Гангстери                                         | Mobsters                                      | Кармін                        |
| 2011      | кф |                                                   | Turning Japanese                              | Сем                           |
| 2011      | в  | Хрест                                             | Cross                                         | Каллан                        |
| 2011      | ф  | Похована 2                                        | Chromeskull: Laid to Rest 2                   | Престон                       |
| 2010      | ф  | Терміновість                                      | Urgency                                       | Тоні                          |
| 2010      | ф  | Герої-чудовиська                                  | Monster Heroes                                | Джеймс                        |
| 2010      | тф | Дикунка                                           | The Wild Girl                                 | Нед Джайлз                    |
| 2009      | тф |                                                   | 7th Annual Visual Effects Society Awards      |                               |
| 2009      | тф |                                                   | Body Politic                                  | Лакі Еванс                    |
| 2009—2011 | с  | Відчайдушні домогосподарки                        | Desperate Housewives                          | Кіт Вотсон                    |
| 2009      | с  | Суботнього вечора у прямому ефірі                 | Saturday Night Live                           | джміль                        |
| 2009      | с  | Місце злочину: Маямі                              | CSI: Miami                                    | Ентоні Грін                   |
| 2009—2010 | с  | Таємниці Смолвіля                                 | Smallville                                    | Джон Корбен / Метало          |
| 2009      | ф  | Зберігай спокій                                   | Stay Cool                                     | оповідач                      |
| 2008      | ф  | Як втратити друзів і змусити всіх тебе ненавидіти | How to Lose Friends & Alienate People         | гість                         |
| 2008      | ф  | Фактор удару                                      | Impact Point                                  | Голден Грегг                  |
| 2008—2009 | с  | Термінатор: Хроніки Сари Коннор                   | Terminator: The Sarah Connor Chronicles       | Дерек Різ                     |
| 2007      | тф |                                                   | Untitled David Kohan/Max Mutchnick TV Project | Ной                           |
| 2006      | кф | Грейс                                             | Grace                                         | Джиммі                        |
| 2006      | с  | Джордж Лопез                                      | George Lopez                                  | Кріс                          |
| 2005—2006 | с  | Фредді                                            | Freddie                                       | Кріс                          |
| 2005      | ф  | Доміно                                            | Domino                                        | Браян Остін Грін              |
| 2004      | с  | Лас Вегас                                         | Las Vegas                                     | Коннор Міллс                  |
| 2003      | тф | Тепер все навпаки                                 | This Time Around                              | Дрю Геслер                    |
| 2003      | ф  | Рибка без велосипеда                              | Fish Without a Bicycle                        | Бен                           |
| 2003      | ф  | За поворотом                                      | Purgatory Flats                               | Ренді Меклін                  |
| 2003      | ф  | Бичок і Півник                                    | Southside                                     | Джек О'Меллі                  |
| 2003      | с  | CSI: Місце злочину                                | CSI: Crime Scene Investigation                | Грегорі Картвел               |
| 2002      | с  | Зона сутінків                                     | The Twilight Zone                             | Шон Мур                       |
| 2002      | с  | Хлопці з Трейлерпарка                             | Trailer Park Boys                             | поліцейський 2                |
| 2002      | кф | Відбілювач                                        | Bleach                                        | Зак                           |
| 2002      | ф  | Убивця по сусідству                               | Ronnie                                        | Стенлі                        |
| 2001      | тф | Бойові вівці                                      | Combat Sheep                                  |                               |
| 2001—2003 | с  | Стейсі Стоун                                      | Stacey Stone                                  | Лоренцо                       |
| 2001      | с  | Бульвар воскресіння                               | Resurrection Blvd.                            | Люк Боннер                    |
| 1998      | с  | Пістолет мерця                                    | Dead Man's Gun                                | Джо Дін Боннер                |
| 1997      | ф  | За законами обману                                | Laws of Deception                             | Кел Міллер                    |
| 1997      | тф | Батько-одинак                                     | Unwed Father                                  | Джейсон Кемплер               |
| 1997      | тф | Тиха пристань: Назад у тупик                      | Knots Landing: Back to the Cul-de-Sac         | Браян Каннінгем               |
| 1996      | тф | Її шикарний роман                                 | Her Costly Affair                             | Джефф Данте                   |
| 1996      | тф | Зрада друга                                       | A Friend's Betrayal                           | Пол                           |
| 1996      | мс | Миші-рокери з Марса                               | Biker Mice from Mars                          | Рімфай                        |
| 1996      | с  |                                                   | MADtv                                         | білий шоколад                 |
| 1996      | с  | Узбережжя Малібу                                  | Malibu Shores                                 | Гейдж                         |
| 1996      | с  | Сабріна — маленька відьмочка                      | Sabrina, the Teenage Witch                    | Чад Корі Ділан                |
| 1995      | тф | Вона боролася на самоті                           | She Fought Alone                              | Ітан                          |
| 1994      | мс | Фантастична четвірка                              | Fantastic Four                                | Джонні Шторм / Людина-факел   |
| 1993      | с  | Врятовані дзвінком: Роки коледжу                  | Saved by the Bell: The College Years          | Браян Остін Грін              |
| 1992      | с  | Район Мелроуз                                     | Melrose Place                                 | Девід Сільвер                 |
| 1991      | с  | Проблеми зростання                                | Growing Pains                                 | репер                         |
| 1990—2000 | с  | Беверлі-Гіллз, 90210                              | Beverly Hills, 90210                          | Девід Сільвер                 |
| 1991      | ф  | Кікбоксер 2: Дорога назад                         | Kickboxer 2: The Road Back                    | Томмі                         |
| 1990      | ф  | Хлопчисько                                        | Kid                                           | Метал Луї                     |
| 1990      | ф  | Американське літо                                 | An American Summer                            | Чарльз Фіндлі                 |
| 1989      | кф | Пригоди няні                                      | Adventures in Babysitting                     | Деріл Куперсміт               |
| 1989      | с  | Рятівники Малібу                                  | Baywatch                                      | Браян                         |
| 1987      | с  | Доброго ранку, міс Блісс                          | Good Morning, Miss Bliss                      | Адам Монткреф                 |
| 1987      | с  | Маленьке чудо                                     | Small Wonder                                  | Гері                          |
| 1987      | с  | Шлях на небеса                                    | Highway to Heaven                             | Метью Еванс                   |
| 1986      | с  | Усе ще Бівер                                      | Still the Beaver                              | Джейсон                       |
| 1986—1989 | с  | Тиха пристань                                     | Knots Landing                                 | Браян Каннінгем               |
| 1985      | тф | Кентервільський привид                            | The Canterville Ghost                         | Віллі                         |

### Режисер, продюсер
| Рік       |   | Українська назва     | Оригінальна назва      | Роль                |
| --------- | - | -------------------- | ---------------------- | ------------------- |
| 2019      | ф | Хрест 3              | Cross 3                | виконавчий продюсер |
| 2019      | с | БГ90210              | BH90210                | виконавчий продюсер |
| 2017      | ф | Хрестові війни       | Cross Wars             | продюсер            |
| 2014      | ф | Остання зупинка      | Don't Blink            | помічник продюсера  |
| 2011      | в | Хрест                | Cross                  | продюсер            |
| 2007      | ф |                      | Untitled: A Love Story | співпродюсер        |
| 2003      | ф | Бичок і Півник       | Southside              | виконавчий продюсер |
| 2003      | ф | Рибка без велосипеда | Fish Without a Bicycle | режисер             |
| 1998—2000 | с | Беверлі-Гіллз, 90210 | Beverly Hills, 90210   | режисер, продюсер   |